# The World of the Married
The World of the Married er en sydkoreansk tv-drama/serie på 16 episoder (+ 2 specialepisoder). Hovedrollerne spilles af henholdsvis Kim Hee-ae (Ji Sun-woo), Lee Tae-oh (Lee Tae-oh) og Han So-hee (Yeo Da-kyung).